# 福井順平
福井 順平（ふくい じゅんぺい、1872年（明治5年） - 1940年（昭和15年）1月31日）は、大正・昭和初期、戦間期の大日本帝国海軍の軍人。横須賀工廠造船部造船官。最終階級は海軍造船少将。

## 略歴
静岡県出身。静岡県尋常中学校卒業。東京高等工業学校卒業。1910年、造船少監。1914年、関東工作部員。1919年9月、造船中佐。同年12月、造船大佐。1920年、横須賀工廠造船部員兼富士教官、1922年、八雲教官。1924年、造船少将。1925年、予備役。1926年-1929年、艦船救難引揚事項調査技術記録収集業務嘱託。1930年、後備役。1935年、退役。

## 論文
- - 福井順平『潜水艦人命救助引揚装置に就て』造船協会、1926年10月。
  - 福井順平「(二)日本戰艦」『沈没戰艦の引揚作業に就て』造船協会、1926年6月。